# Fontarecha
Fontarecha (en francès Fontarèches) és un municipi francès situat al departament del Gard i a la regió d'Occitània.